# Aspidistra typica
Aspidistra typica är en sparrisväxtart som beskrevs av Henri Ernest Baillon. Aspidistra typica ingår i släktet Aspidistra och familjen sparrisväxter. Inga underarter finns listade i Catalogue of Life.